# ペギー・アン・ガーナー
ペギー・アン・ガーナー（Peggy Ann Garner, 1932年2月3日 - 1984年10月16日）は、オハイオ州カントン出身の女優。1940年代に活躍した子役スター。

## 略歴
1932年にオハイオ州カントンで生まれる。父ウィリアム・H・ガーナーはイングランド生まれの法律家で第二次世界大戦中はアメリカ陸軍将校だった。母ヴァージニアは夫と疎遠になると娘を女優にしようとハリウッドに娘とともに移り住む。その後、1938年に映画『Little Miss Thoroughbred』でデビューする。
1945年の『ブルックリン横丁』で第18回アカデミー賞の子役賞を受賞する。
1950年代になるとニューヨークに移り、アクターズ・スタジオで改めて演技を学ぶ。その後は様々な舞台やテレビドラマに出演するが、映画に出演することはほとんどなくなる。
1984年に膵癌で死去。

## 私生活
生涯で3度の結婚と離婚を経験している。2番目の夫で俳優のアルバート・サルミとの間に1子あり。

## 主な出演作
- ブロンディ子守の巻 Blondie Brings Up Baby (1939)
- ジェーン・エア Jane Eyre (1943)
- 王国の鍵 The Keys of the Kingdom (1944)
- ブルックリン横丁 A Tree Grows in Brooklyn (1945)
- 愛への旅路 Nob Hill (1945)
- 高原の夕焼 Thunder in the Valley (Bob, Son of Battle) (1947)
- 哀しみの恋 Daisy Kenyon (1947)
- ボンバ Bomba, the Jungle Boy (1949)
- 荒原の死闘 The Big Cat (1949)
- 意外な犯行 Black Widow (1954)
- ウエディング A Wedding (1978)